# Pablo Gargallo
Pablo Emilio Gargallo Catalán (5. ledna 1881 Maella – 28. prosince 1934 Reus) byl španělský malíř a sochař.

## Život
Od sedmi let žil s rodiči v Barceloně, kde byl žákem sochaře Eusebiho Arnaua a navštěvoval výtvarnou školu La Llotja. Pak pobýval v pařížském Bateau-Lavoir, jeho přáteli byli Pablo Picasso, Juan Gris, Julio González a Max Jacob. V roce 1915 se oženil s modelkou Magali Tartansonovou. V roce 1920 se stal profesorem na barcelonské technické škole, avšak po nástupu generála Prima de Rivera k moci žil převážně v zahraničí. Zemřel ve věku 53 let na zápal plic.

## Tvorba
Začínal klasickým stylem ovlivněným novocentismem, později se stal hlavním představitelem aragonské výtvarné avantgardy a jeho tvorba převzala prvky kubismu a expresionismu. Průkopnická byla jeho práce s kovem, který někdy také kombinoval s papírem. Podílel se na výzdobě sálu Palau de la Música Catalana a stadionu Estadi Olímpic Lluís Companys před výstavou Expo 1929. Vytvořil pomníky psychiatra Emilia Miry y Lópeze a herce Iscleho Solera, známé jsou i jeho portréty Grety Garbo v podobě stylizované masky.
V roce 1985 bylo v Zaragoze otevřeno Gargallovo muzeum, kde se nachází i jeho nejznámější socha Prorok.

## Galerie

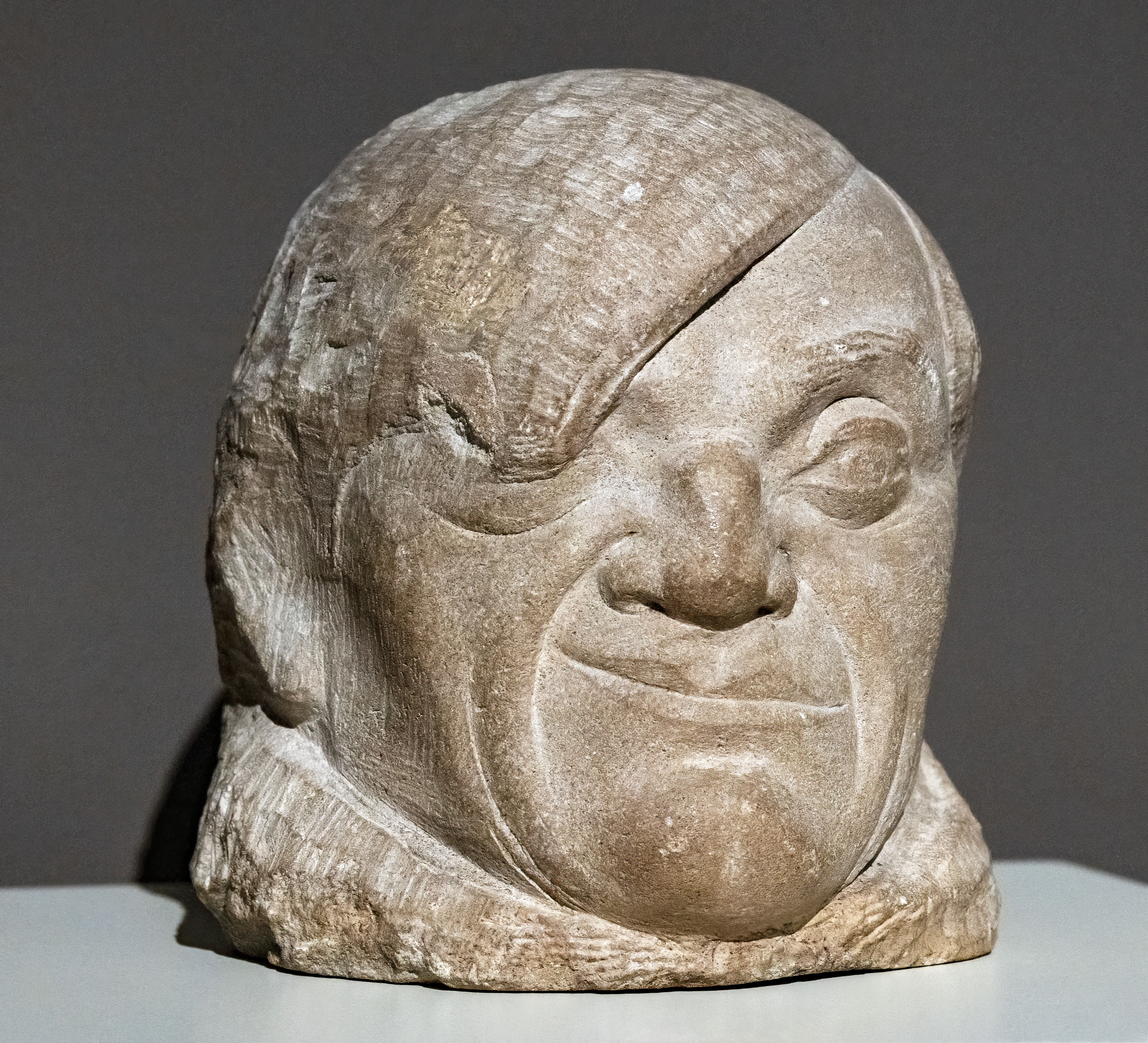
Portrét Pabla Picassa, 1913, MNAC
Tanečnice
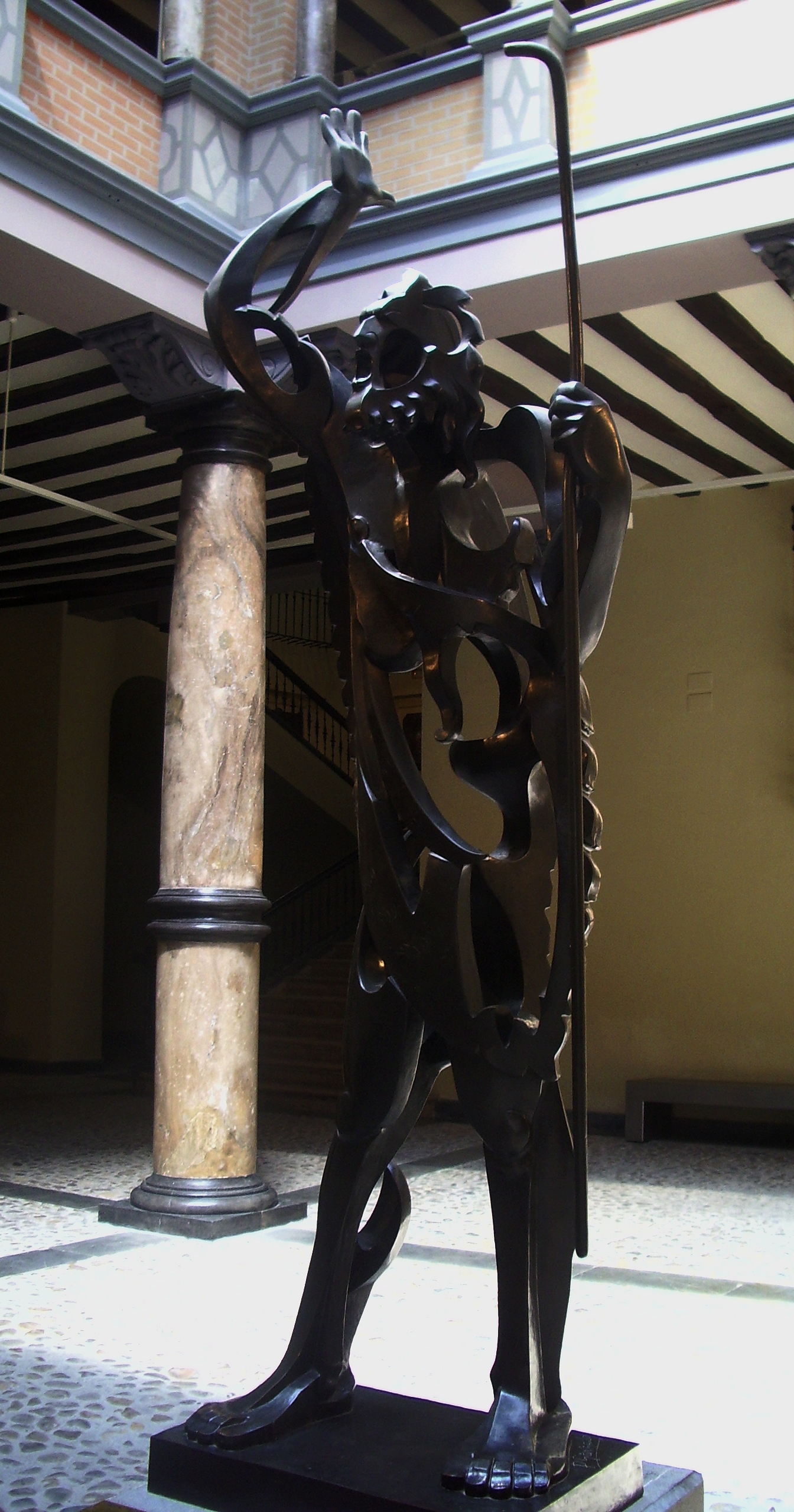
Prorok
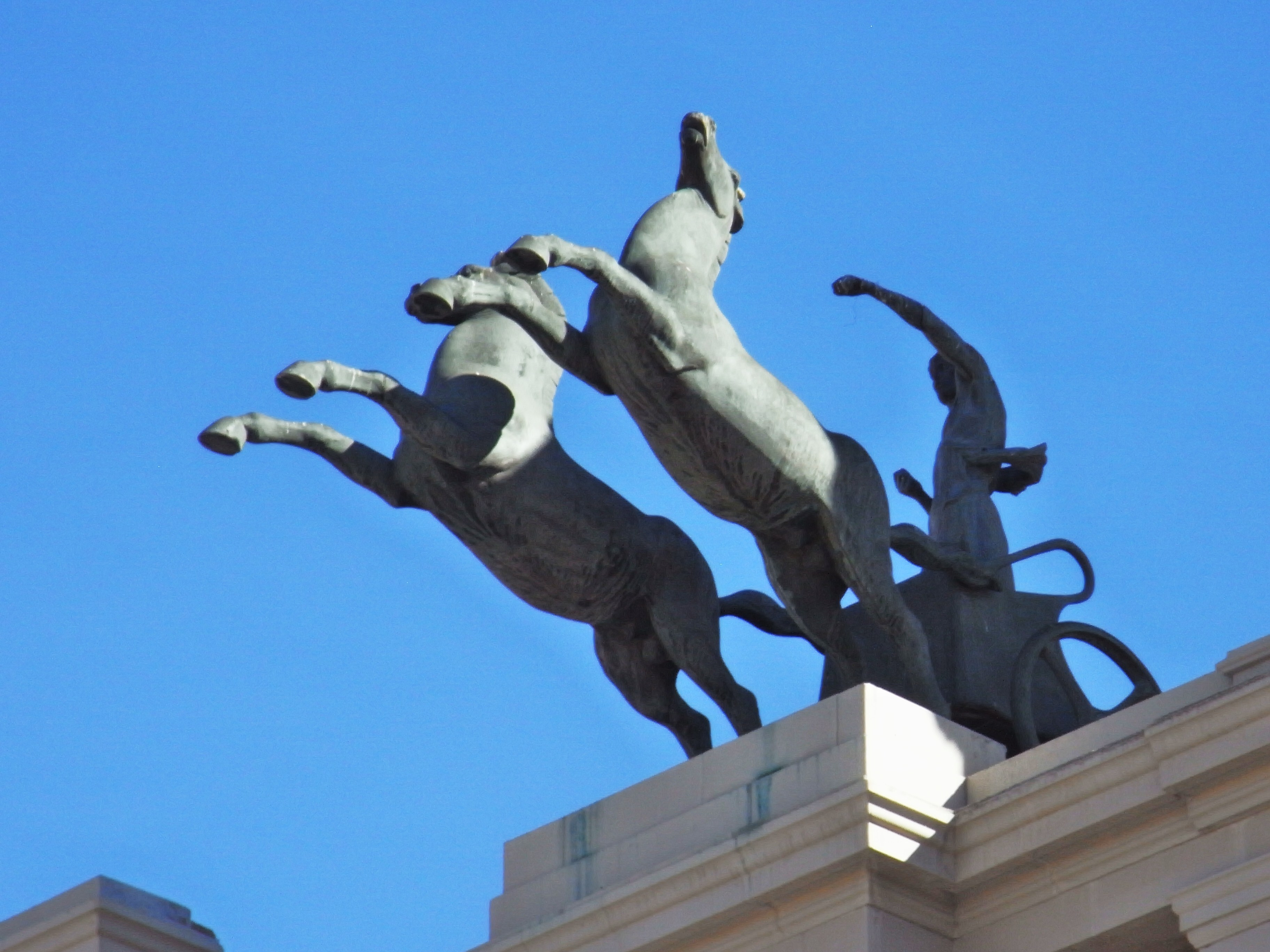
Socha vozataje před olympijským stadionem
Kiki z Montparnassu
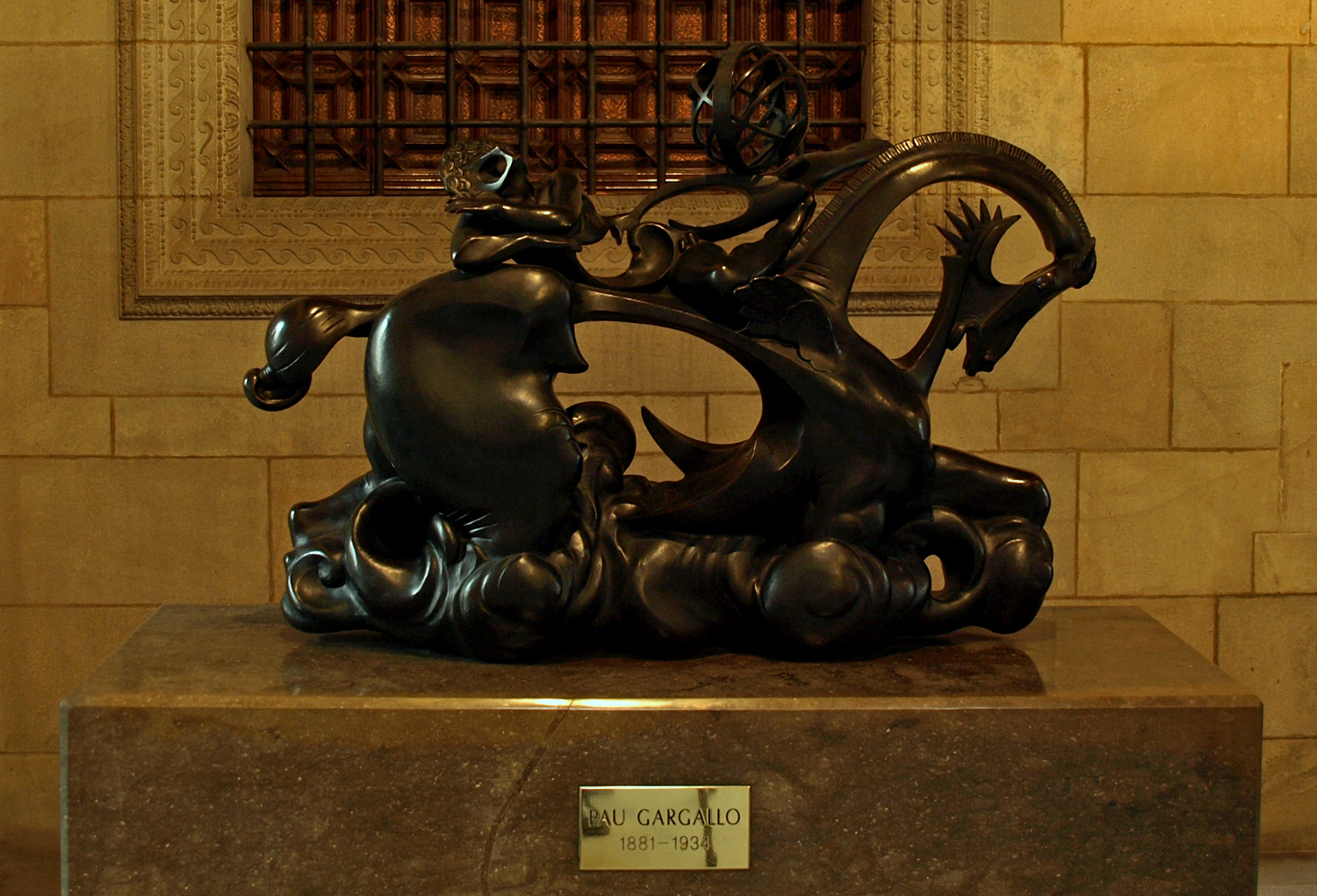
Úranos